# Lâu đài Chaumont

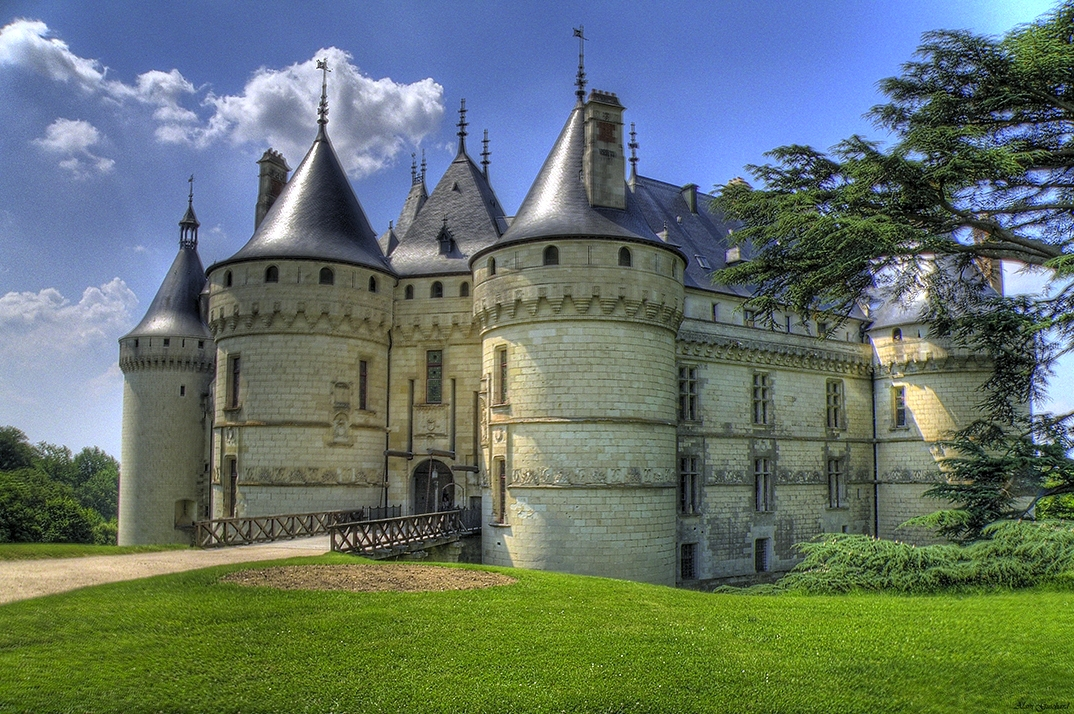
Lâu đài Chaumont vào năm 2008

Lâu đài Chaumont (hoặc Chaumont-sur-Loire) là một lâu đài ở Chaumont-sur-Loire, Loir-et-Cher, Pháp. Lâu đài được xây dựng vào thế kỷ thứ 10 bởi Odo I.
Sau khi Pierre d'Amboise nổi dậy chống lại Louis XI, vua đã ra lệnh phá hủy tòa lâu đài. Sau này trong thế kỷ 15 Château de Chaumont được xây dựng lại bởi Charles I d'Amboise. Được bảo vệ như một monument historique và thuộc sở hữu nhà nước từ năm 1840 và đã được mở cửa cho công chúng tham quan.